# Ezequiel Ander-Egg
Ezequiel Ander Egg (provincia de La Pampa, 6 de abril de 1930-San Isidro, 19 de abril de 2024) fue un filósofo, sociólogo y ensayista argentino.

## Biografía
Nació en la población pampeana de Bernardo Larroudé, 4 km al sur de la frontera con la provincia de Córdoba, y 226 km al norte de Santa Rosa.
En 1948 se mudó a la ciudad de Mendoza, donde estudió en la Universidad de Cuyo.
En 1975 sobrevivió a un fusilamiento por parte de la banda terrorista de extrema derecha Triple A en Mendoza (según los dichos del propio Ander-Egg, este acto fue organizado por el comandante del III Cuerpo del Ejército, con sede en Córdoba, general Luciano Benjamín Menéndez). A raíz de esto vivió varios años exiliado en España.
Estudió en Argentina, Francia, España y Bélgica.
Realizó estudios de Sociología, Ciencias Políticas, Economía, Planificación económica, Planificación social y Pedagogía.
A principios de los años 1960 se casó con la docente Norma Zamboni, con quien tuvo cuatro hijos.
Alcanzó el grado de Doctor en Ciencias Políticas y Económicas.
En 1979, Ander Egg publicó un poema a la juventud nicaragüense, que estaba llevando a cabo la Revolución sandinista.
Falleció a los 94 años el 19 de abril de 2024 en la ciudad de Martínez (San Isidro), en el Gran Buenos Aires.
En 2015, la alcaldía de Managua y la alcaldía de Estelí (Nicaragua) le otorgaron un reconocimiento como «visitante distinguido».

## Desarrollo y obra
Ha sido consultor de las Naciones Unidas en planificación nacional y local y de la UNESCO en política cultural y animación sociocultural; ha publicado artículos sobre Trabajo Social, realizando aportes teóricos y de praxis de esa ciencia.
Su producto intelectual más paradigmático es Metodología del desarrollo de la comunidad, agregando teoría al maestro presbístero Louis-Joseph Lebret y de la Escuela de Economía Humanista.
Es mérito suyo la extensión de temas como Trabajo Social, Ecología, Sociología, Animación Sociocultural, Pedagogía, Investigación Social.
De su extensa bibliografía (de más de ciento cincuenta libros) se destacan:
- Técnicas de investigación social. México: Humanitas, 1965.
- Metodología y práctica del desarrollo de la comunidad. Salou (Tarragona): Unieurop, 1980.
- La mujer irrumpe en la historia. Madrid: Editorial Marsiega, 1980.
- Metodología en práctica de animación sociocultural. Madrid: Marsiega, 1981.
- Diccionario de trabajo social. Alicante (España): Caja de Ahorros de Alicante y Murcia, 1981.
- Metodología y práctica de la animación sociocultural. Madrid: Marsiega, 1981.
- Introducción a la planificación. Buenos Aires: Humanitas, 1983.
- Desafíos de la reconceptualización. Buenos Aires: Lumen - Hvmanitas, 1984.
- Achaques y manías del trabajo social reconceptualizado. Buenos Aires: Hvmanitas, 1984.
- Técnicas de reuniones de trabajo. Buenos Aires: Humanitas, 1986.
- Política Cultural a nivel municipal. Buenos Aires: Humanitas, 1987.
- Léxico del animador. Buenos Aires: Humanitas, 1987.
- Animación y los animadores. Madrid: Narcea, 1989.
- Introducción a la planificación. Madrid: Siglo XXI, 1991.
- Para salvar la Tierra. Buenos Aires: Lvmen, 1995.
- Formas de alienación en la sociedad burguesa. Buenos Aires: Lumen/Humanitas, 1998.
- Metodología y práctica de la animación sociocultural. Madrid: EDITORIAL CCS, 2000.
- Técnicas de investigación social. Buenos Aires: Hvmanitas, 2001.
- Léxico de la promoción sociocultural. México: Espacio Espiral, 2002.
- Cómo envejecer sin ser viejo. Madrid: CCS, 2010.

Ander Egg solía decir que el amor, el conocimiento y la voluntad de acción eran las tres potencias del ser humano, tal como subrayó en un reportaje.